# Iwashimizu Azusa
Iwashimizu Azusa (岩清水 梓, sinh ngày 14 tháng 10 năm 1986) là một cầu thủ bóng đá nữ người Nhật Bản.

## Đội tuyển bóng đá nữ quốc gia Nhật Bản
Iwashimizu Azusa thi đấu cho đội tuyển bóng đá nữ quốc gia Nhật Bản từ năm 2006 đến 2016.

## Thống kê sự nghiệp
| Nhật Bản  | Nhật Bản | Nhật Bản |
| Năm       | Trận     | Bàn      |
| --------- | -------- | -------- |
| 2006      | 10       | 3        |
| 2007      | 13       | 2        |
| 2008      | 18       | 0        |
| 2009      | 3        | 0        |
| 2010      | 13       | 3        |
| 2011      | 17       | 0        |
| 2012      | 11       | 0        |
| 2013      | 10       | 0        |
| 2014      | 14       | 0        |
| 2015      | 10       | 0        |
| 2016      | 3        | 0        |
| Tổng cộng | 122      | 11       |

### Bàn thắng quốc tế
| #   | Ngày                 | Địa điểm                                                           | Đối thủ           | Bàn thắng | Kết quả | Giải đấu                                                    |
| --- | -------------------- | ------------------------------------------------------------------ | ----------------- | --------- | ------- | ----------------------------------------------------------- |
| 1.  | 7 tháng 5 năm 2006   | Sân vận động điền kinh Kumamoto, Kumamoto, Nhật Bản                | Hoa Kỳ            | 1–0       | 1–3     | Giao hữu                                                    |
| 2.  | 7 tháng 12 năm 2006  | Sân vận động Umm-Affai, Al-Rayyan, Qatar                           | Trung Quốc        | 0–1       | 0–1     | Đại hội Thể thao châu Á 2006                                |
| 3.  | 10 tháng 12 năm 2006 | Sân vận động Qatar SC, Doha, Qatar                                 | Hàn Quốc          | 1–0       | 3–1     | Đại hội Thể thao châu Á 2006                                |
| 4.  | 4 tháng 8 năm 2007   | Sân vận động Lạch Tray, Hải Phòng, Việt Nam                        | Việt Nam          | 0–2       | 0–8     | Vòng loại bóng đá nữ Thế vận hội Mùa hè 2008 khu vực châu Á |
| 5.  | 2 tháng 9 năm 2007   | Fukuda Denshi Arena, Chiba, Nhật Bản                               | Brasil            | 1–1       | 2–1     | Giao hữu                                                    |
| 6.  | 15 tháng 1 năm 2010  | Sân vận động Thành phố Francisco Sánchez Rumoroso, Coquimbo, Chile | Chile             | 1–1       | 1–1     | Bicennteniall Woman's Cup 2010 (es)                         |
| 7.  | 20 tháng 5 năm 2010  | Trung tâm Thể thao Thành Đô, Thành Đô, Trung Quốc                  | Myanmar           | 1–0       | 8–0     | Cúp bóng đá nữ châu Á 2010                                  |
| 8.  | 22 tháng 11 năm 2010 | Sân vận động Thiên Hà, Quảng Châu, Trung Quốc                      | CHDCND Triều Tiên | 0–1       | 0–1     | Đại hội Thể thao châu Á 2010                                |
| 9.  | 22 tháng 5 năm 2014  | Sân vận động Thống Nhất, Thành phố Hồ Chí Minh, Việt Nam           | Trung Quốc        | 2–1       | 2–1     | Cúp bóng đá nữ châu Á 2014                                  |
| 10. | 25 tháng 5 năm 2014  | Sân vận động Thống Nhất, Thành phố Hồ Chí Minh, Việt Nam           | Úc                | 1–0       | 1–0     | Cúp bóng đá nữ châu Á 2014                                  |
| 11. | 26 tháng 9 năm 2014  | Sân vận động Hwaseong, Hwaseong, Hàn Quốc                          | Hồng Kông         | 5–0       | 9–0     | Đại hội Thể thao châu Á 2014                                |